# مونتروی، پا-دو-کاله
مونتروی، پا-دو-کاله (به فرانسوی: Montreuil) یک کمون در فرانسه است که در پا-دو-کاله واقع شده‌است.

## خصوصیات
مونتروی ۲٫۸۵ کیلومترمربع مساحت و ۲٬۴۹۸ نفر جمعیت دارد.

## خواهرخوانده
شهر راینبرگ خواهرخواندهٔ مونتروی، پا-دو-کاله هست.

## نگارخانه

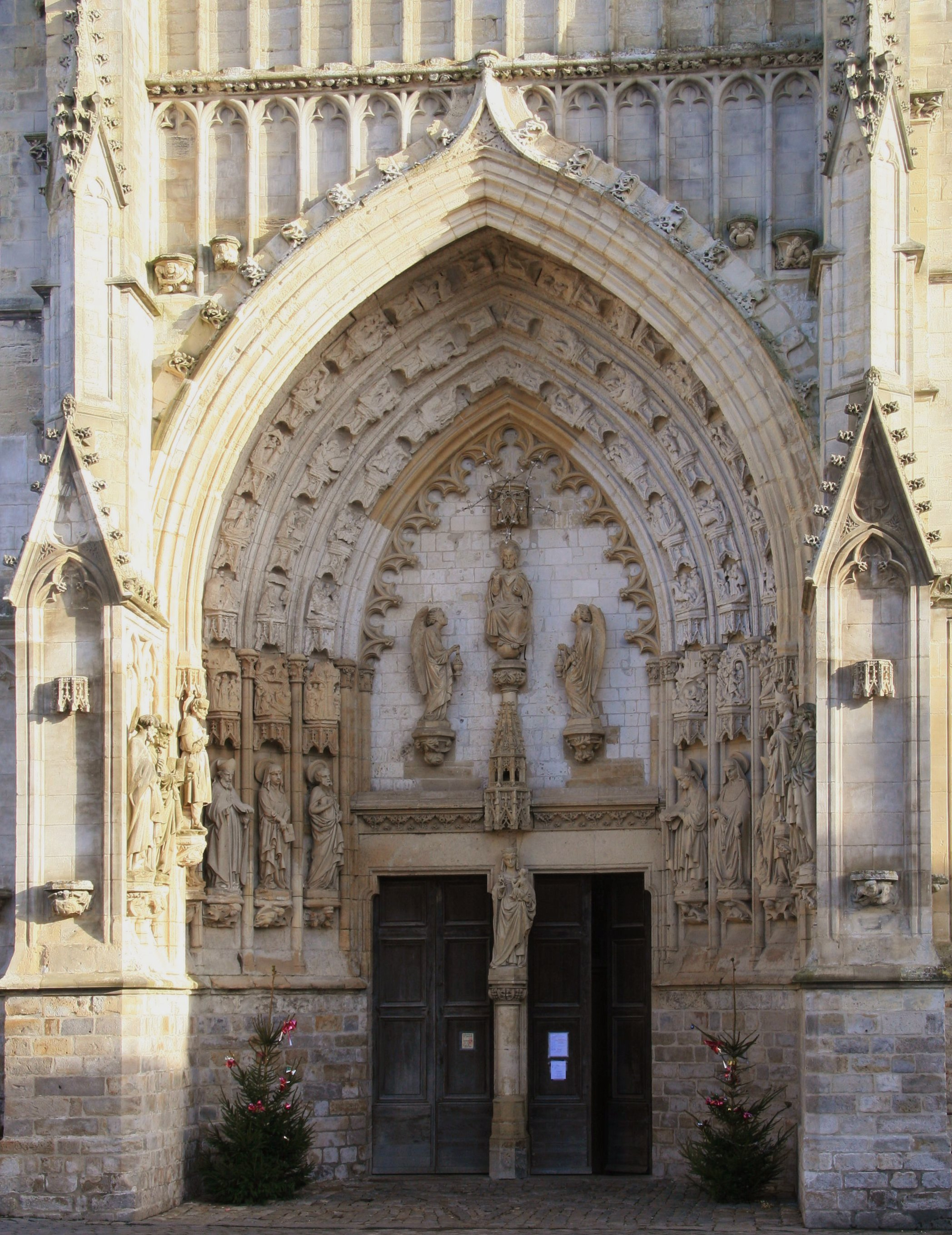
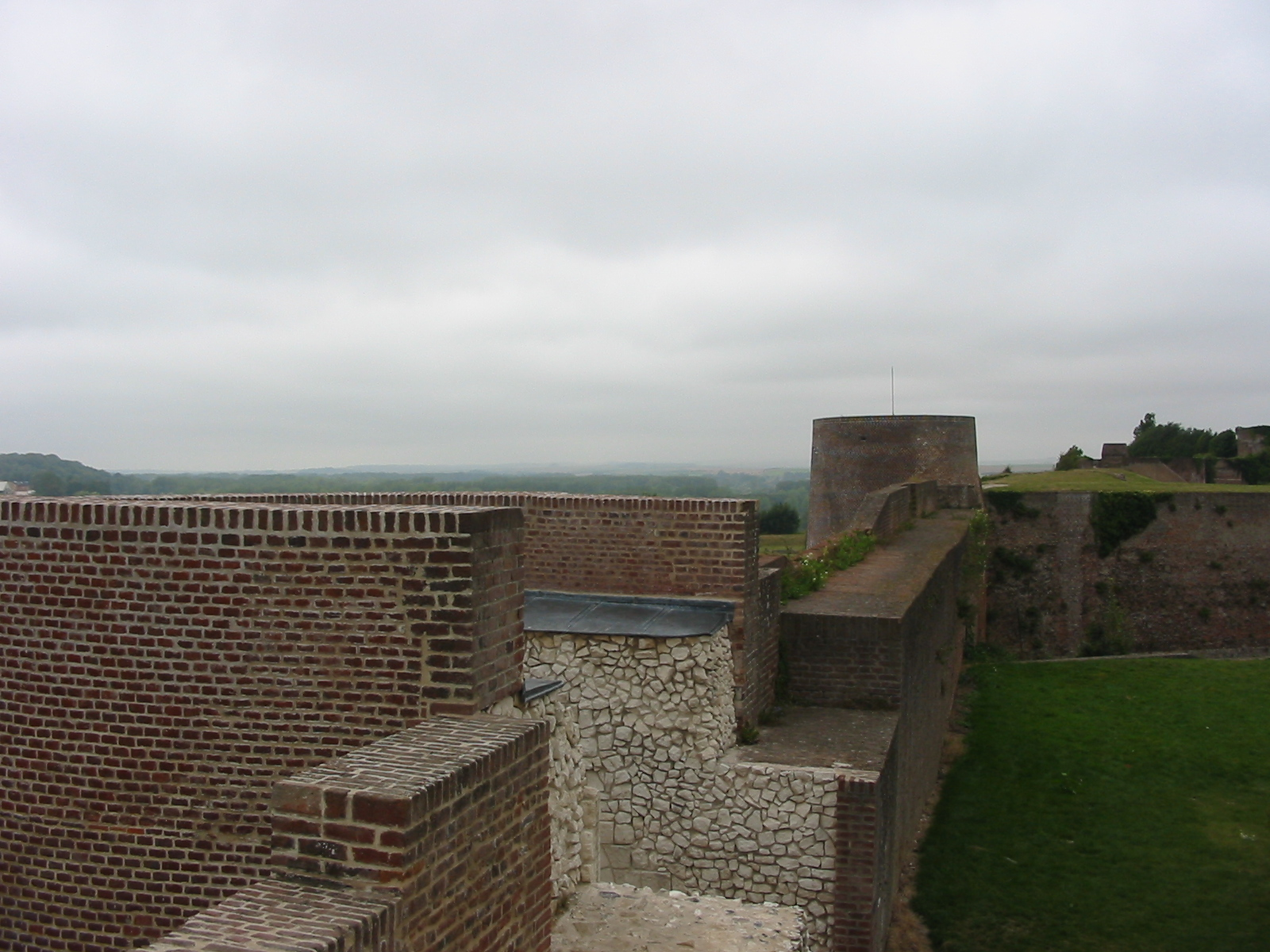
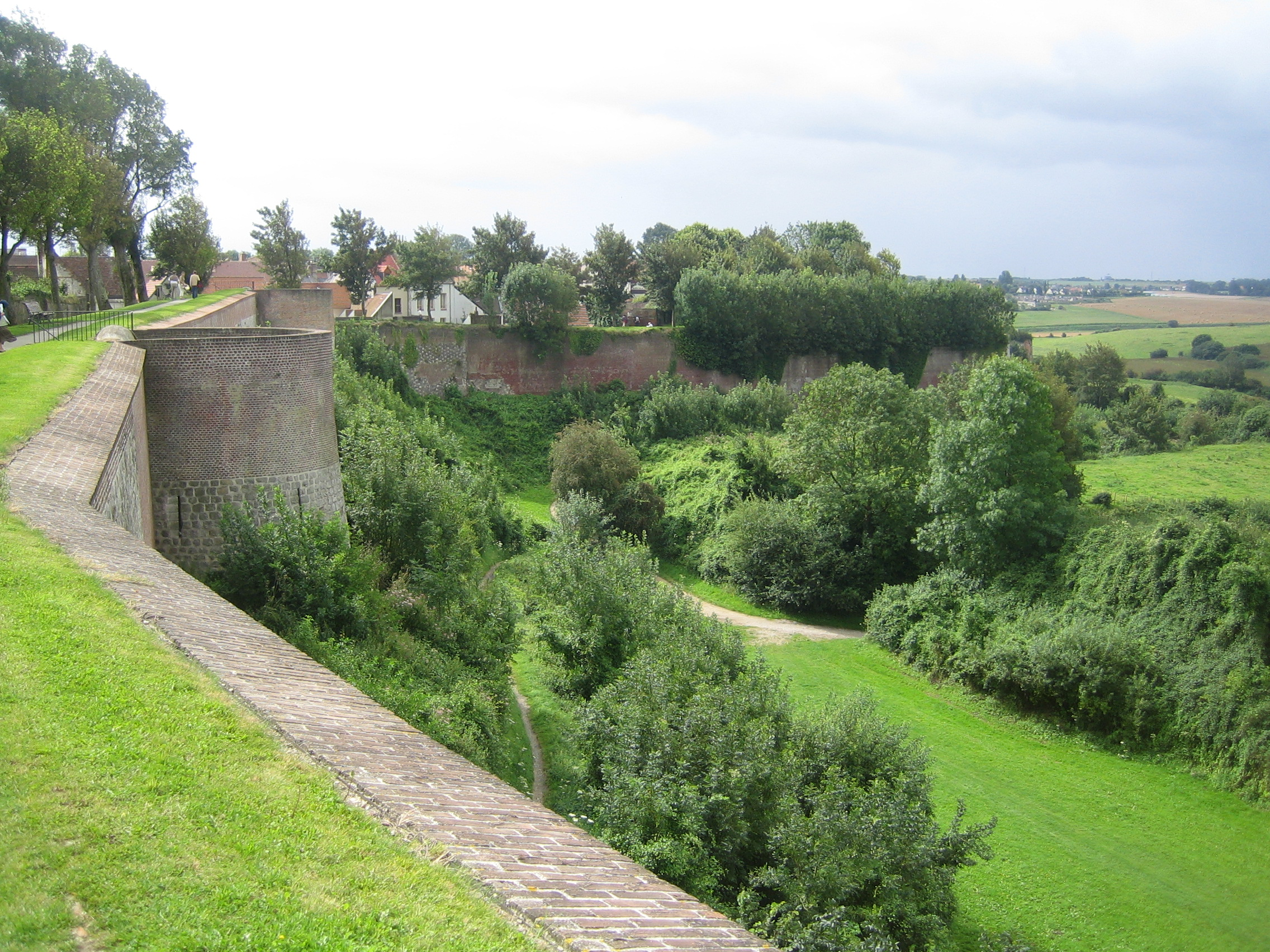
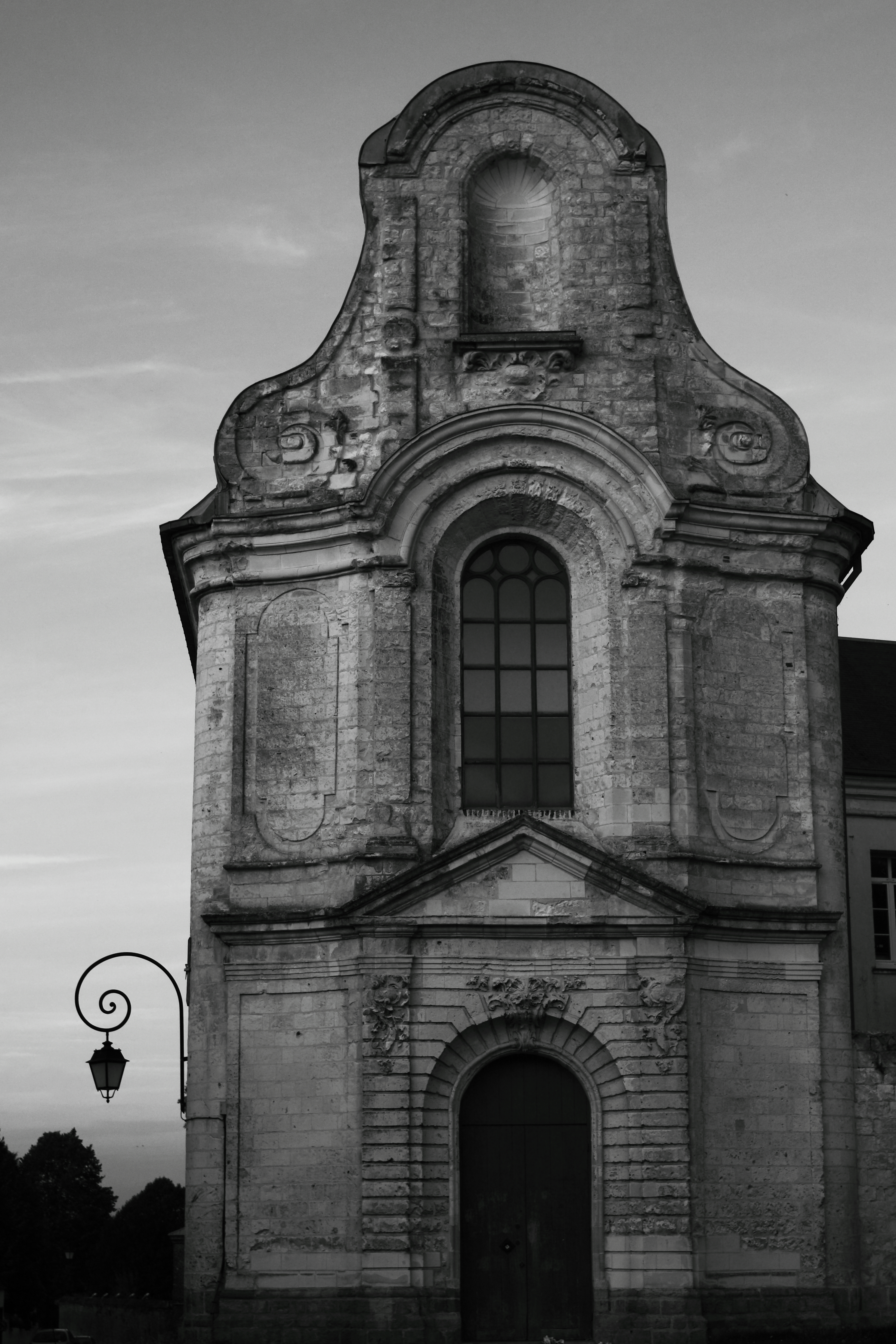
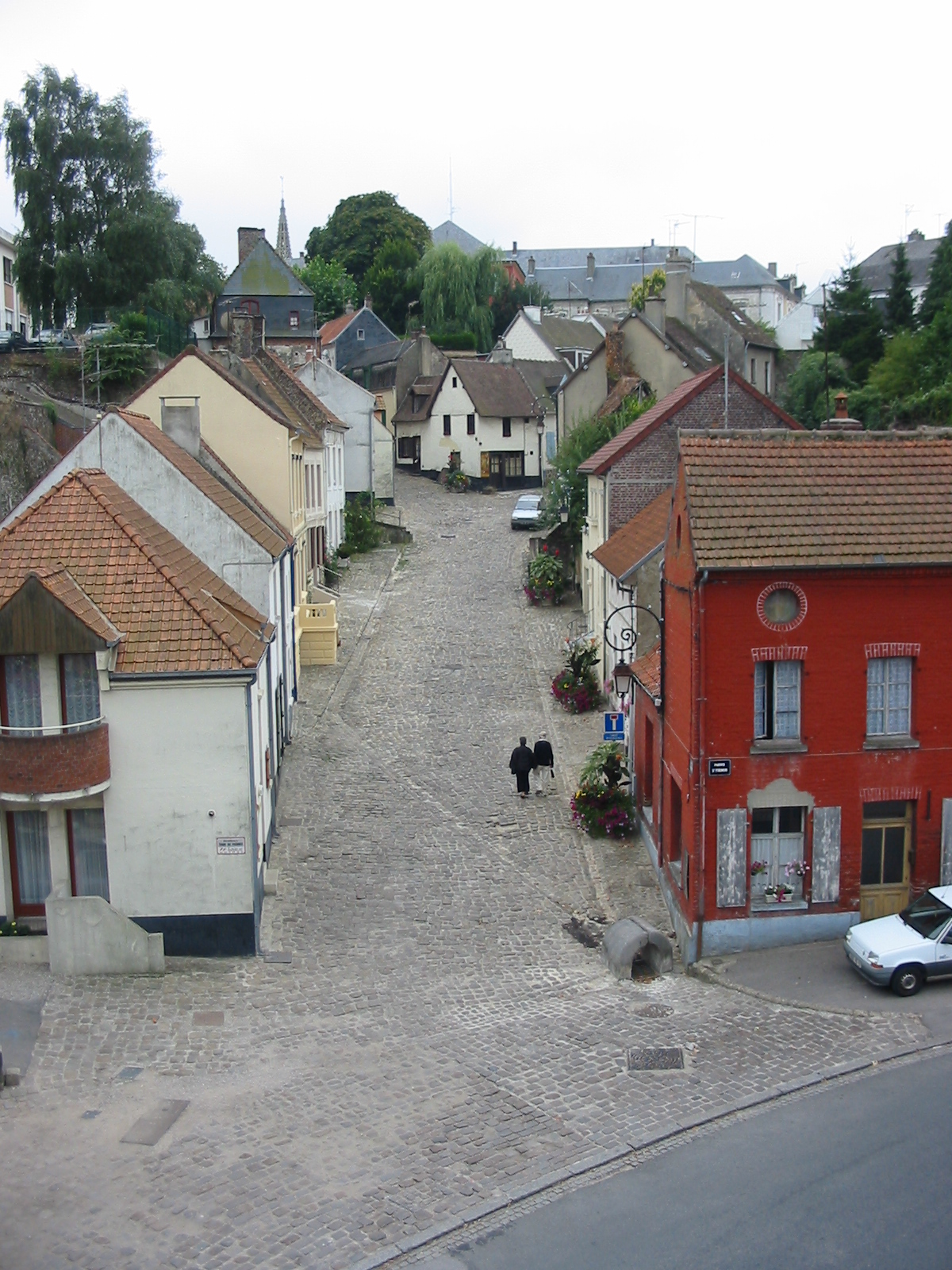
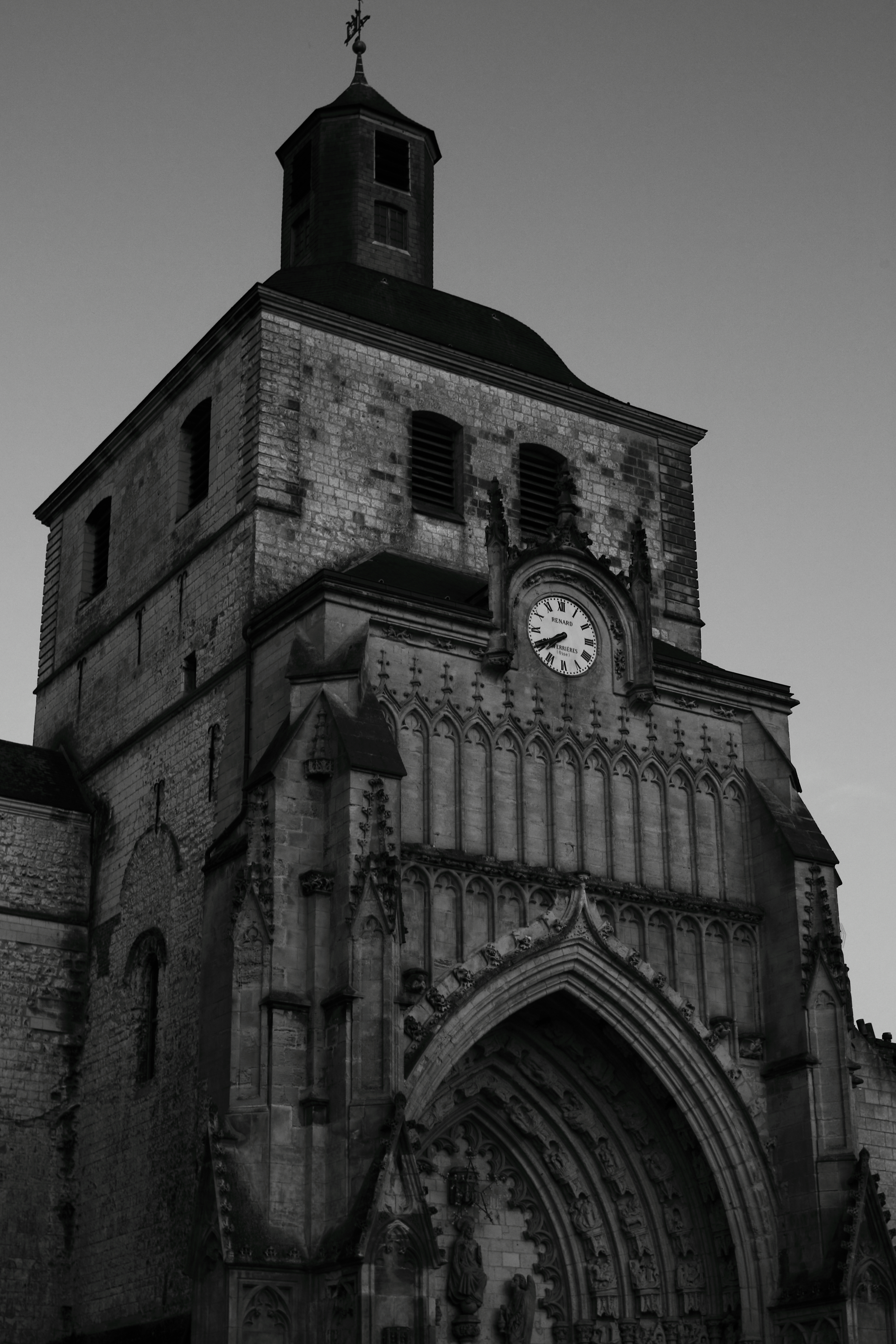